# Club Deportivo Águila
Il Club Deportivo Águila è una squadra di calcio di El Salvador.

## Storia
L'Águila nacque il 15 febbraio 1926 come un club sociale con enfasi nel baseball. Nel corso degli anni si formò una squadra di calcio amatoriale che vestiva i colori verde e giallo e partecipava a tornei locali di poca importanza.
Solo a metà 1956, si prese la decisione unanime di formare ed amministrare un club che si dedicasse esclusivamente alla pratica del calcio.
Si definirono i colori della squadra adottando l'attuale arancione e nero per differenziarsi dal verde e giallo che utilizzavano le squadre di baseball e pallacanestro.
Tra il 1959 e il 1991, l'Águila fu senza dubbio la squadra più consistente della lega: in quel periodo di 31 anni ha vinto 10 titoli nazionali ed una CONCACAF Champions' Cup; in altre sei occasioni fu il secondo classificato del torneo.
Gli ultimi titoli nazionali sono stati vinti nel Clausura 2006, quando la squadra negrinaranja, diretta dal serbo Vladan Vicevic, sconfisse il FAS per 4-2, e nel Clausura 2012, in cui batté in finale l'Isidro Metapán per 2-1.

## Palmarès

### Competizioni nazionali
- Campionato salvadoregno: 16

1959, 1960-1961, 1963-1964, 1964, 1967-1968, 1972, 1975-1976, 1976-1977, 1983, 1987-1988, Apertura 1999, Apertura 2000, Clausura 2001, Clausura 2006, Clausura 2012, Apertura 2023
- Coppa di El Salvador: 1

2000

### Competizioni internazionali
- CONCACAF Champions' Cup: 1

1976

### Altri piazzamenti
- Campionato salvadoregno:

Terzo posto: 2012-2013
- Copa Interclubes UNCAF:

Terzo posto: 1983

## Organico

### Rosa
| N. |                        | Ruolo | Calciatore       |
| -- | ---------------------- | ----- | ---------------- |
| 1  | El Salvador (bandiera) | P     | Benji Villalobos |
| 2  | El Salvador (bandiera) | C     | Henry Ventura    |
| 4  | Colombia (bandiera)    | D     | Eder Arias       |
| 5  | El Salvador (bandiera) | D     | Isaac Zelaya     |
| 7  | El Salvador (bandiera) | C     | Rudy Valencia    |
| 9  | El Salvador (bandiera) | A     | Abraham Amaya    |
| 10 | El Salvador (bandiera) | A     | Gilberto Baires  |
| 11 | El Salvador (bandiera) | A     | Allan Salazar    |
| 13 | El Salvador (bandiera) | D     | Deris Umanzor    |

| N. |                        | Ruolo | Calciatore        |
| -- | ---------------------- | ----- | ----------------- |
| 15 | El Salvador (bandiera) | C     | Ronald Torres     |
| 16 | El Salvador (bandiera) | D     | Anibal Parada     |
| 17 | El Salvador (bandiera) | A     | César Larios      |
| 18 | Stati Uniti (bandiera) | C     | Marlon Duran      |
| 19 | El Salvador (bandiera) | A     | Irza Santos       |
| 21 | Giamaica (bandiera)    | A     | Jermaine Anderson |
| 32 | El Salvador (bandiera) | P     | Josue Coreas      |
| 35 | El Salvador (bandiera) | C     | Anthony Ruiz      |